# Temporada 2018 del Campeonato de España de Rally
La temporada 2018 fue la edición 62.ª del Campeonato de España de Rally. Comenzó el 17 de marzo en el Rally do Cocido y terminó el 24 de noviembre en el Rally Comunidad de Madrid. El calendario constaba de 11 pruebas de las cuales el Rally islas Canarias también fue puntuable para el Campeonato de Europa de Rally y el Rally do Cocido, cita inaugural, entró por primera vez en su historia en el campeonato de España.
Se celebró por undécima año la Copa Suzuki, por cuarto año la Copa Dacia Sandero y por segundo año la Beca Júnior R2.
En esta temporada Miguel Ángel Fuster logró su sexto campeonato de España junto al equipo Llanes Motorsport; segundo fue Iván Ares de Hyundai, marca que además se proclamó ganadora del campeonato de marcas, por primera vez en su historia y del trofeo competidores colectivos. Fuster también se impuso en la Copa Vehículos FIA y en el Trofeo vehículos R5. Ignacio Aviñó fue el campeón en el campeonato de copilotos mientras que Javier Pardo venció en el Trofeo Júnior.

## Calendario
| N.º | Fecha               | Prueba                              | Resultados | Series |
| --- | ------------------- | ----------------------------------- | ---------- | ------ |
| 1   | 16-17 de marzo      | 24.º Rally do Cocido                | Resultados |        |
| 2   | 13-14 de abril      | 36.º Rally Sierra Morena            | Resultados |        |
| 3   | 3-5 de mayo         | 42.º Rally Islas Canarias           | Resultados | ERC    |
| 4   | 11-12 de mayo       | 28.º Rally Villa de Adeje           | Resultados |        |
| 5   | 8-9 de junio        | 51.º Rally de Ourense               | Resultados |        |
| 6   | 21-22 de julio      | 49.º Rally de Ferrol                | Resultados |        |
| 7   | 14-16 de septiembre | 55.º Rally Princesa de Asturias     | Resultados |        |
| 8   | 28-29 de septiembre | 42.º Rally Villa de Llanes          | Resultados |        |
| 9   | 19-20 de octubre    | 39.º Rally de Cantabria             | Resultados |        |
| 10  | 9-10 de noviembre   | 24.º Rally de La Nucía-Mediterráneo | Resultados |        |
| 11  | 23-24 de noviembre  | 9.º Rally Comunidad de Madrid       | Resultados |        |

## Cambios y novedades

### Vehículos admitidos
- Categoría 1: R5, Super 2000 (1.6 CC) o RRC, Super 2000 (2.0 cc) atmosféricos, R-GT, R4, R4 Kit, GT Rallye, grupo N+, Nacional 1 (N1), Nacional 5 (N5).
- Categoría 2: grupo N, R3T, R3, grupo A (-1600 cc) turboalimentado, grupo A (entre 1600 y 2000) atmosférico, Super 1600, Super 1600 RFEA.
- Categoría 3: R3D, R2, grupo A (-1600 cc) atmosféricos, Nacional 2 (N2), Históricos.
- Categoría 4: R1, N (tracción delantera y anterior al año 2010), Nacional 3 (N3), monomarca.

### Puntuación
Sistema de puntuación para todos los campeonatos, excepto el campeonato de marcas. Se tienen en cuenta todos los resultados menos tres, de los cuales dos se descuentan de los seis primeros del calendario y uno del resto de pruebas.
| Posición | 1  | 2  | 3  | 4  | 5  | 6  | 7  | 8  | 9  | 10 | 11 | 12 | 13 | 14 | 15 | 16 | 17 | 18 | 19 | 20 |
| -------- | -- | -- | -- | -- | -- | -- | -- | -- | -- | -- | -- | -- | -- | -- | -- | -- | -- | -- | -- | -- |
| Puntos   | 35 | 30 | 27 | 25 | 23 | 21 | 19 | 17 | 15 | 13 | 11 | 9  | 8  | 7  | 6  | 5  | 4  | 3  | 2  | 1  |

Sistema de puntuación para el campeonato de marcas. Para participar cada marca debe esta registrada y solo se tienen en cuenta los dos primeros clasificados de cada equipo.
| Posición | 1  | 2  | 3  | 4  | 5  | 6  | 7  | 8  | 9  | 10 | 11 | 12 | 13 | 14 | 15 |
| -------- | -- | -- | -- | -- | -- | -- | -- | -- | -- | -- | -- | -- | -- | -- | -- |
| Puntos   | 30 | 27 | 24 | 21 | 19 | 17 | 15 | 13 | 11 | 9  | 7  | 6  | 5  | 4  | 3  |

TC Plus
Puntos obtenidos a los tres primeros clasificados del tramo denominado TC Plus (solo para el campeonato de pilotos y copilotos).
| Posición | 1 | 2 | 3 |
| -------- | - | - | - |
| Puntos   | 3 | 2 | 1 |

### Trofeos y copas de promoción
Trofeos y copas para la temporada 2018. La Copa N5 RMC fue cancelada después de la primera cita, el Rally do Cocido y retomada en el mes de julio.
- Copa Suzuki Swift:[6] Cocido, Sierra Morena, Ourense, Ferrol, Llanes, Cantabria y Madrid.
- Dacia Sandero Cup.
- Beca júnior R2.
- Trofeo Ibérica Clio R3T: Sierra Morena, Ferrol, Princesa, La Nucía y Madrid (además de una prueba en Portugal, el Rali de Castelo Branco).
- Copa N5 RMC Motorsport: Princesa de Asturias, Llanes y Cantabria, más dos pruebas del nacional de tierra (Cervera y Madrid) y el Rally Cataluña.

### Tu primer CERA
En el mes de noviembre y dentro del marco de la Dacia Sandero Rally Cup la RFEDA junto al Rallye Team Spain pusieron en marcha un proyecto para potenciar a equipos noveles que nunca hubiesen corrido en el campeonato de España. Arrancó en el Rally La Nucía donde dos equipos locales debutaron en el certamen por primera vez a bordo de un Dacia Sandero.

## Equipos
| Equipo                    | Automóvil                | Piloto                  | Copiloto               | Rondas            |
| Equipos oficiales         | Equipos oficiales        | Equipos oficiales       | Equipos oficiales      | Equipos oficiales |
| ------------------------- | ------------------------ | ----------------------- | ---------------------- | ----------------- |
| Hyundai Motor España      | Hyundai i20 R5           | Iván Ares               | José Antonio Pintor    | 1-11              |
| Hyundai Motor España      | Hyundai i20 R5           | Surhayen Pernía         | Rogelio Peñate         | 1-11              |
| Hyundai Motor España      | Hyundai i20 R5           | José Antonio Suárez     | Cándido Carrera        | 2-8, 11           |
| Suzuki Motor Ibérica      | Suzuki Swift R+ N5       | Joan Vinyes             | Jordi Mercader         | 1-11              |
| Suzuki Motor Ibérica      | Suzuki Swift R+ N5       | Javier Pardo            | Adrián Pérez Fernández | 1-11              |
| Suzuki Motor Ibérica      | Suzuki Swift R+          | Santiago Cañizares      | Ricardo Ranero         | 6, 10-11          |
| Suzuki Motor Ibérica      | Suzuki Swift Sport       | Gorka Antxustegi        | Alberto Iglesias Pin   | 7-9               |
| Suzuki Motor Ibérica      | Suzuki Swift Sport ZC33S | Gorka Antxustegi        | Alberto Iglesias Pin   | 11                |
| Renault Sport España      | Renault Clio N5          | Adrián Díaz Pérez       | Andrea Lamas           | 1                 |
| Renault Sport España      | Renault Clio N5          | Fran Cima               | Diego Sanjuán          | 5, 8-9            |
| Renault Sport España      | Renault Clio N5          | Fran Cima               | Dani Cué               | 7                 |
| Renault Sport España      | Renault Clio N5          | Fran Cima               | Rodrigo Sanjuan        | 6                 |
| Abarth España             | Abarth 124 Rally         | Alberto Monarri         | Rodrigo Sanjuan        | 2-5, 7-9, 11      |
| Equipos privados          |                          |                         |                        |                   |
| Fuster Racing             | Ford Fiesta R5           | Miguel Ángel Fuster     | Ignacio Aviñó          | 1, 4              |
| Miguel Fuster             | Ford Fiesta R5           | Miguel Ángel Fuster     | Ignacio Aviñó          | 2-3, 5            |
| Escudería Villa de Llanes | Ford Fiesta R5           | Miguel Ángel Fuster     | Ignacio Aviñó          | 6                 |
| Grupo Autogomas           | Ford Fiesta R5           | Miguel Ángel Fuster     | Ignacio Aviñó          | 7                 |
| Blendio                   | Ford Fiesta R5           | Miguel Ángel Fuster     | Ignacio Aviñó          | 8-11              |
| RMC Motorsport            | Ford Fiesta R5           | Daniel Alonso           | Salvador Belzunces     | 7                 |
| RMC Motorsport            | Ford Fiesta R5           | Daniel Alonso           | Cándido Carrera        | 10                |
| RMC Motorsport            | Ford Fiesta R5           | Jonathan Pérez Suárez   | Rene Rúa               | 7                 |
| Escudería Cóbreces        | Ford Fiesta R5           | Bryan Bouffier          | Cathy Derousseaux      | 9                 |
| Sports&you                | Citroën DS3 R5           | Pepe López              | Borja Rozada           | 6-7               |
| Auto-Laca Competición     | Škoda Fabia R5           | Dani Solà               | Marc Martí             | 7, 10             |
| Marco Bulacia Wilkinson   | Škoda Fabia R5           | Marco Bulacia Wilkinson | Fabian Cretu           | 7                 |
| One Seven                 | Suzuki Swift Sport       | Daniel Berdomás         | Mario González Tomé    | 1-2, 5            |
| One Seven                 | Suzuki Swift Sport       | Daniel Berdomás         | David Rivero           | 6, 8, 9,11        |
| One Seven                 | Ford Fiesta N5           | Álvaro Muñiz            | Antonio Solórzano      | 1                 |
| Escudería Miño-Lugo       | Ford Fiesta N5           | Adrián Díaz Pérez       | Andrea Lamas           | 9                 |
| Escudería A. Ferrol       | Renault Clio RS R3T      | Javier Bouza Díaz       | Iván Bouza Lage        | 1-2, 5-7          |
| Escudería Villa de Llanes | Suzuki Swift Sport       | Alfredo tamés           | Ramón Suárez           | 1-2, 5, 8, 11     |
| Escudería Villa de Llanes | Peugeot 208 R2           | Alfredo tamés           | Ramón Suárez           | 7                 |
| Escudería Villa de Llanes | Suzuki Swift Sport       | Alfredo tamés           | Borja Teja Montes      | 6, 9              |

## Resultados

### Campeonato de pilotos

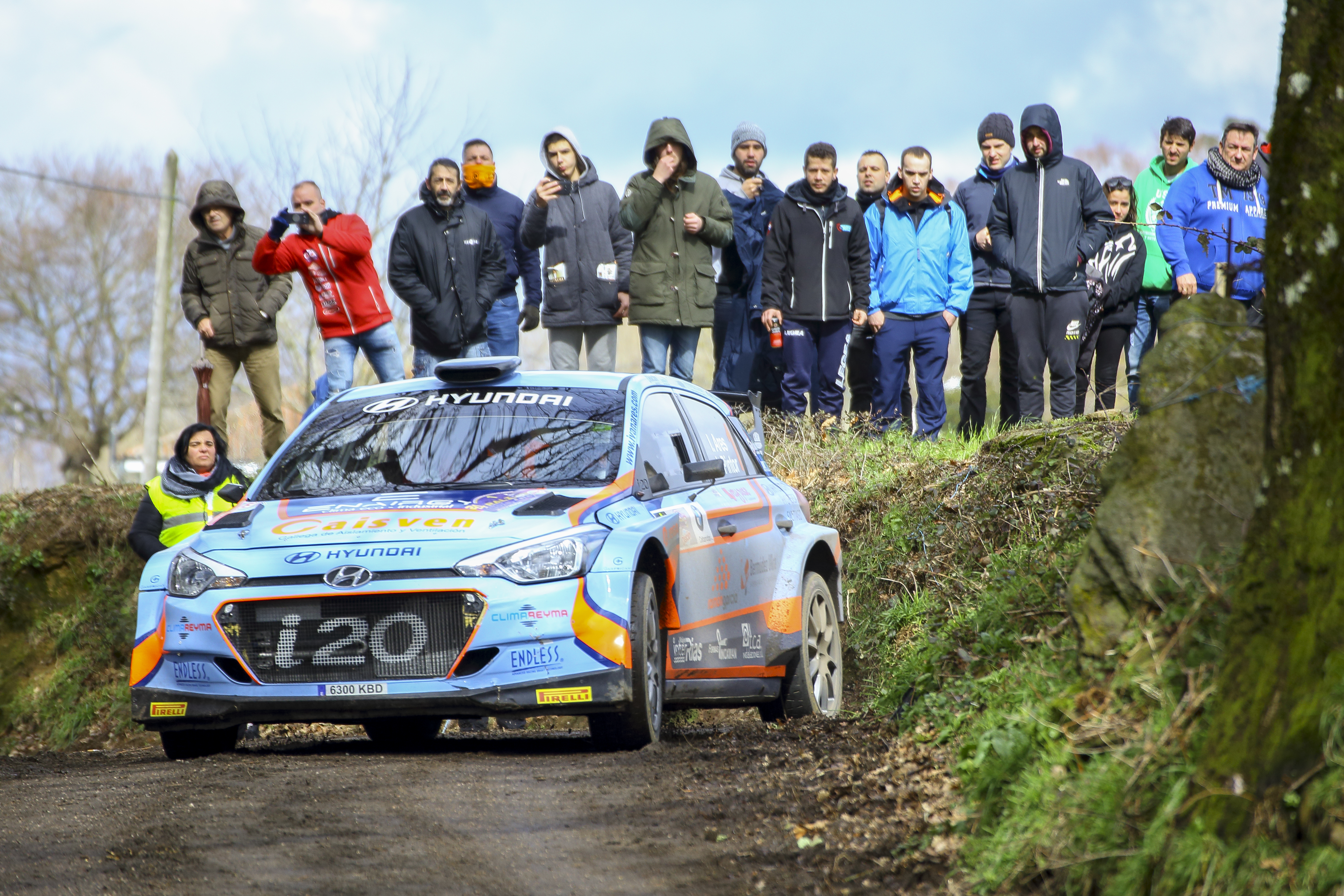
Iván Ares subcampeón de la temporada 2018 durante el rally do Cocido donde logró su única victoria.

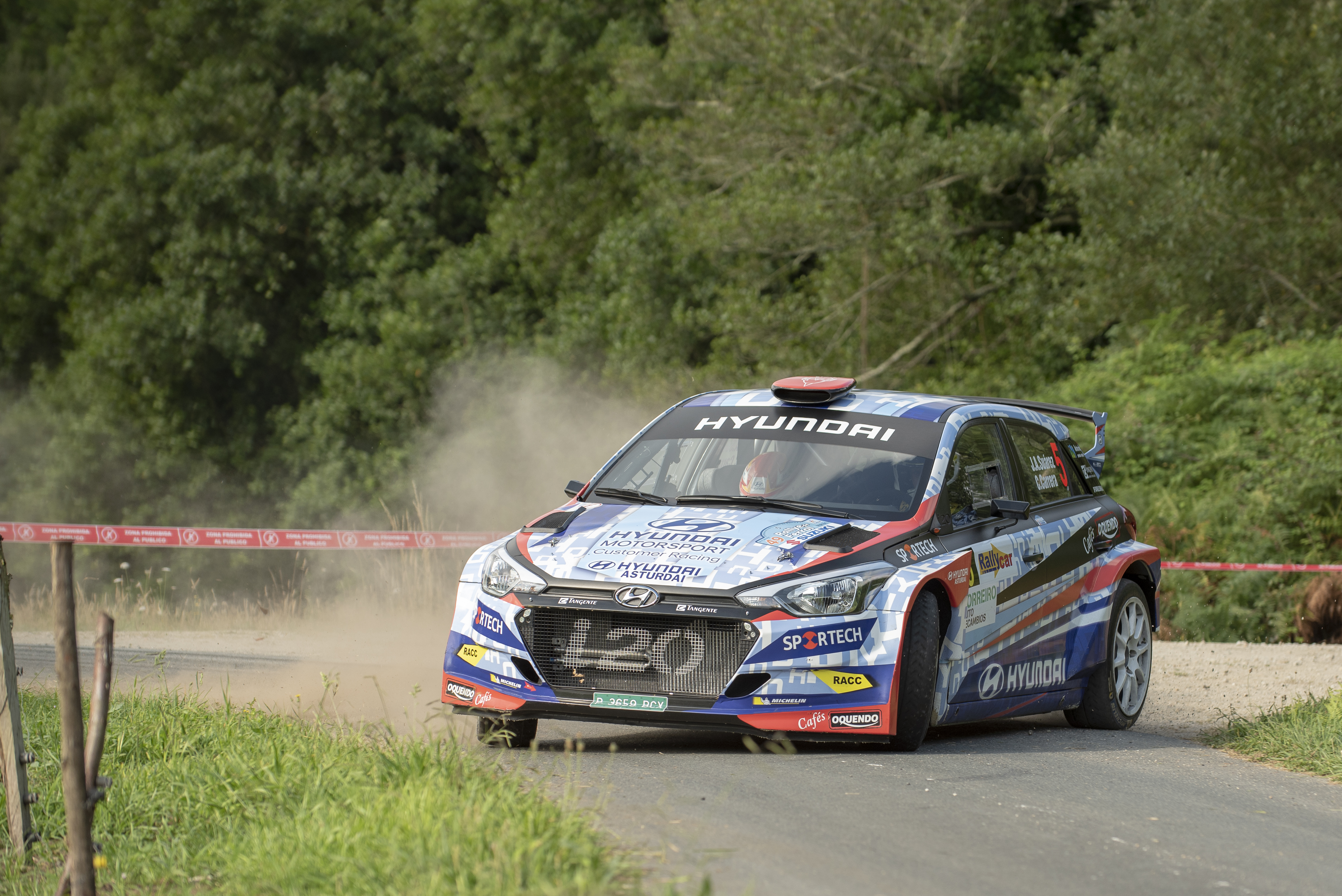
José Antonio Suárez, quinto de la general, sumó cuatro victorias.

| Pos.            | Piloto                        | COC | SMO | CAN | ADE | OUR | FER | PDA | LLA | CAN | MED | MAD | Puntos |
| 1.              | Miguel Ángel Fuster           | 2   | 1   | 4   | 3   | 1   | Ret | Ret | 1   | 1   | 1   | 3   | 279    |
| 2.              | Iván Ares                     | 1   | 4   | 3   | 2   | 2   | 3   | 2   | 2   | 2   | 2   | 2   | 263    |
| 3.              | Surhayen Pernía               | Ret | 2   | 6   | 4   | Ret | 5   | 5   | 3   | 4   | 5   | 7   | 202    |
| 4.              | Joan Vinyes                   | Ret | 3   | Ret | 8   | 3   | 4   | Ret | 4   | 5   | 4   | 5   | 194    |
| 5.              | José Antonio Suárez           |     | Ret | 1   | 1   | Ret | 2   | 1   | Ret |     |     | 1   | 179    |
| 6.              | Javier Pardo                  | 4   | 5   | 9   | 7   | Ret | 6   | Ret | 5   | 6   | Ret | 19  | 136    |
| 7.              | Alberto Monarri               |     | 6   | 12  | 9   | 4   |     | Ret | 21  | 10  |     | 9   | 101    |
| 8.              | Daniel Berdomás               | 6   | 10  |     |     | 12  | 17  |     | 11  | 17  |     | 21  | 66     |
| 9.              | Javier Bouza Díaz             | 5   | 14  |     |     | 6   | 10  | 26  |     |     |     |     | 64     |
| 10              | Alfredo Tamés                 | 11  | 11  |     |     | 10  | 20  | 13  | 9   | Ret |     | 22  | 61     |
| 11.             | Fernando Rico                 | 8   | 12  |     |     | 14  | 18  |     | 13  | 16  | 13  | 28  | 60     |
| 12.             | Dani Solà                     |     |     |     |     |     |     | 3   |     |     | 3   |     | 56     |
| 13.             | Efrén Llarena                 |     |     | Ret |     |     |     | 7   | 16  | Ret |     | 4   | 50     |
| 14.             | Félix Macías                  | 3   | 7   |     |     |     |     |     |     |     |     |     | 46     |
| 15.             | Francisco Cima                |     |     |     |     | 5   | Ret | 11  | Ret | 13  |     |     | 45     |
| 16.             | Jan Solans                    |     |     | 11  |     | 7   |     | 9   |     |     |     |     | 45     |
| 17.             | Francisco A. López Pacheco    |     | 8   | 62  | 12  |     |     |     |     |     | 7   |     | 45     |
| 18.             | Juan Carlos Castro Maroño     | 10  | 13  |     |     | 13  | 32  |     | 12  | 19  |     | 35  | 44     |
| 19.             | Antonio Ponce Anguita         |     |     | 7   | 6   |     |     |     |     |     |     |     | 40     |
| 20.             | Daniel Martínez González      |     |     |     |     |     |     |     | 6   | 9   |     |     | 38     |
| 21.             | Diogo Gago                    |     |     | 13  |     |     | 8   | 10  |     |     |     |     | 38     |
| 22.             | Pepe López                    |     |     |     |     |     | 1   | Ret |     |     |     |     | 37     |
| 23.             | Adrián García Febles          |     |     | 10  | 5   |     |     |     |     |     |     |     | 36     |
| 24.             | Bruno Magalhães               |     |     | 2   |     |     |     |     |     |     |     |     | 30     |
| 25.             | Ángel Paniceres Fuentes       |     |     |     |     |     |     |     |     | 12  |     |     | 30     |
| 26.             | Roberto Blach jr.             |     |     | 15  | 16  |     | 12  | 15  |     | Ret |     |     | 26     |
| 27.             | Iago Gabeiras                 | 9   | 17  |     |     | 18  | 22  |     | 18  | 27  |     | 26  | 26     |
| 28.             | Luis Arenas Tamés             | 12  | 21  |     |     |     | 25  |     | 14  | 21  | 15  | 33  | 25     |
| 29.             | Óscar Palacio                 |     |     |     |     |     |     | 4   |     |     |     |     | 25     |
| 30.             | José María González Reyes     |     |     | Ret |     | Ret | Ret | 12  |     |     |     |     | 24     |
| 31.             | Enrique Cruz                  |     |     | 5   | Ret |     |     |     |     |     |     |     | 23     |
| 32.             | Josep Bassas Mas              |     |     | 16  |     | 11  | Ret | 14  |     |     |     |     | 23     |
| 33.             | Adrián Díaz Pérez             | EXC |     |     |     |     |     |     |     | 7   |     |     | 21     |
| 34.             | Jonathan Pérez Suárez         |     |     |     |     |     |     | 6   |     |     |     |     | 21     |
| 35.             | Santiago Carnicer             |     |     |     |     |     |     |     |     |     | 6   |     | 21     |
| 36.             | Daniel Marbán                 |     |     |     |     |     |     |     |     |     |     | 6   | 21     |
| 37.             | Daniel Peña Diego             |     |     |     |     |     |     |     | Ret | 8   |     |     | 19     |
| 38.             | Aquilino Sánchez Díaz         |     |     |     |     |     |     | 22  | 7   |     |     |     | 19     |
| 39.             | Óscar Gallego Gómez           | 7   |     |     |     |     |     |     |     |     |     |     | 19     |
| 40.             | Víctor Senra                  |     |     |     |     |     | 7   |     |     |     |     |     | 19     |
| 41.             | Óscar Gil Gambero             |     | 9   |     |     |     |     |     |     |     |     |     | 19     |
| 42.             | Santiago García Paz           |     |     |     |     | 15  | 13  | 17  |     |     |     |     | 18     |
| 43.             | Julián Jesús Falcón           |     |     | 8   |     |     |     |     |     |     |     |     | 17     |
| 44.             | Emilio Vázquez Pereiras       |     |     |     |     | 8   |     |     |     |     |     |     | 17     |
| 45.             | Daniel Alonso                 |     |     |     |     |     |     | 8   |     |     | Ret |     | 17     |
| 46.             | Francisco Javier Polidura     |     |     |     |     |     |     |     |     |     | 8   |     | 17     |
| 47.             | Álvaro Pérez Abeijón          |     |     |     |     |     | 11  | 16  |     |     |     |     | 16     |
| 48.             | José Luis García Molina       |     |     |     |     |     |     |     | 10  |     |     |     | 15     |
| 49.             | Diego Félix González          |     |     |     |     | 9   |     |     |     |     |     |     | 15     |
| 50.             | Pablo Rey                     |     |     |     |     |     | 9   |     |     |     |     |     | 15     |
| 51.             | José A. Aznar                 |     | Ret |     |     |     |     |     |     |     | 9   |     | 15     |
| 52.             | Ángel Bello Trujillo          |     |     |     | 10  |     |     |     |     |     |     |     | 13     |
| 53.             | José Javier Pérez Briones     |     |     |     |     |     |     |     |     |     | 10  |     | 13     |
| 54.             | Juan José Abia de la Torre    |     |     |     |     |     |     | Ret | 20  |     | 17  |     | 13     |
| 55.             | Alberto San Segundo Melero    |     |     |     |     |     | Ret |     |     |     |     | 10  | 13     |
| 56.             | Sergio Cuesta Suárez          | 15  | Ret |     |     | 24  | 29  | Ret | 17  | 22  |     | 25  | 12     |
| 57.             | David Quijada Delgado         | 14  | 16  |     |     |     |     |     | 23  |     |     |     | 12     |
| 58.             | Víctor M. Fariña Acosta       |     |     |     | 11  |     |     |     |     |     |     |     | 11     |
| 59.             | Roland Holke                  |     |     |     |     |     |     |     |     |     | 11  |     | 11     |
| 60.             | Fernando Compaire San Agustín |     |     |     |     |     |     |     |     | Ret |     | 11  | 11     |
| 61.             | Mario Ceballos                |     |     |     |     |     |     |     |     | 14  |     |     | 9      |
| 62.             | José Llinares Pérez           |     |     |     |     |     |     |     |     |     | 12  |     | 9      |
| 63.             | Óscar Sarabia Aja             |     |     |     |     |     |     |     |     | 15  |     |     | 9      |
| 64.             | Guayasen Ortega Castellano    |     |     |     |     |     |     |     |     |     |     | 12  | 9      |
| 65.             | Javier Guitián Vázquez        | 13  |     |     |     |     |     |     |     |     |     |     | 8      |
| 66.             | Yeray Pérez Davila            |     |     |     | 13  |     |     |     |     |     |     |     | 8      |
| 67.             | Ricardo Sousa                 |     |     |     |     |     | 16  | 18  |     |     |     |     | 8      |
| 68.             | Santiago Fernández González   |     |     |     |     |     |     |     | 15  |     |     |     | 7      |
| 69.             | Rubén Curbelo                 |     |     | 14  |     |     |     |     |     |     |     |     | 7      |
| 70.             | Eduardo Álvarez Delgado       |     |     |     | 14  |     |     |     |     |     |     |     | 7      |
| 71.             | Hugo Ricardo Oliveira         |     |     |     |     |     | 14  | Ret |     |     |     |     | 7      |
| 72.             | Vicente Cabanes Molto         |     |     |     |     |     |     |     |     |     | 14  |     | 7      |
| 73.             | Juan Carlos Cabezas Romero    |     | 15  |     |     |     |     |     |     |     |     |     | 6      |
| 74.             | Pedro Pérez González          |     |     |     | 15  |     |     |     |     |     |     |     | 6      |
| 75.             | Francisco Dorado Vizcaíno     | Ret |     |     |     | Ret | 15  |     |     |     |     |     | 6      |
| 76.             | Ignacio Braña Vega            |     |     |     |     |     | 27  |     |     | Ret |     | 15  | 6      |
| 77.             | Tania Martínez García         | 16  | 24  |     |     | 43  | Ret | Ret | Ret | Ret |     |     | 5      |
| 78.             | David Cortés Garabal          | Ret |     |     |     |     |     |     |     | 18  |     |     | 5      |
| 79.             | Javier Prada Fernández        |     |     |     |     | 16  |     |     |     |     |     |     | 5      |
| 80.             | Riquelmo Gomis Lillo          |     |     |     |     |     |     |     |     |     | 16  |     | 5      |
| 81.             | José Marbán Corral            |     |     |     |     |     |     |     |     |     |     |     | 5      |
| 82.             | Nicolás Cabanes Gómez         | Ret | 20  |     |     |     |     |     | 19  | 23  |     | 34  | 4      |
| 83.             | José Calvar González          | 17  |     |     |     | 33  | 38  | Ret | 28  | 30  | 21  | 49  | 4      |
| 84.             | Raúl Fernández                |     |     | 17  |     |     |     |     |     |     |     |     | 4      |
| 85.             | Iván J. González Martín       |     |     |     | 17  |     |     |     |     |     |     |     | 4      |
| 86.             | Diego Vázquez Fernández       |     |     |     |     | 17  |     |     |     |     |     |     | 4      |
| 87.             | Gerardo González Pulido       |     |     |     |     |     |     |     | Ret | 20  |     |     | 3      |
| 88.             | Félix Fernández Sevilla       |     |     |     |     |     | Ret | 29  | 29  | 26  | 18  |     | 3      |
| 89.             | José Manuel Lamela Lojo       | Ret | 18  |     |     | 22  | 24  |     |     | 25  |     | 24  | 3      |
| 90.             | Iñaki Barredo Presa           | 18  | 30  |     |     | 47  | 41  | 38  |     |     | 23  |     | 3      |
| 91.             | Emma Falcón                   |     |     | 18  |     |     |     |     |     |     |     |     | 3      |
| 92.             | Eloy Moisés González          |     |     |     | 20  |     |     |     |     |     |     |     | 3      |
| 93.             | José Joaquín Jímenez Campos   |     |     |     |     |     |     |     |     |     |     | 18  | 3      |
| 94.             | Álvaro Méndez Castro          | 20  |     |     |     |     |     |     |     |     |     |     | 2      |
| 95.             | Ignacio J. García de los Ríos |     | 19  |     |     |     |     |     |     |     |     |     | 2      |
| 96.             | David Sánchez Garrido         |     |     | 19  |     |     |     |     |     |     |     |     | 2      |
| 97.             | Jesús Alberto García Llarena  |     |     |     | 21  |     |     |     |     |     |     |     | 2      |
| 98.             | Eduardo Paz Vilarcho          |     |     |     |     | 19  |     |     |     |     |     |     | 2      |
| 99.             | Roberto Yáñez Pita            |     |     |     |     |     | 19  |     |     |     |     |     | 2      |
| 100.            | Josep Antón Domenech          |     |     |     |     |     |     | 19  |     |     |     |     | 2      |
| 101.            | José Sánchez Plaza            |     | 27  |     |     | 50  | 44  | 36  |     |     | 19  |     | 2      |
| 102.            | Unai de la Dehesa Martínez    | 21  | 23  |     |     |     |     |     | 22  | Ret |     | 31  | 1      |
| 103.            | Iago Caamaño Figueira         | Ret |     |     |     |     |     |     |     |     |     |     | 1      |
| 104.            | Julio Martínez Cazorla        |     |     | 20  |     |     |     |     |     |     |     |     | 1      |
| 105.            | Leonardo Norman Rancel Clark  |     |     |     | 22  |     |     |     |     |     |     |     | 1      |
| 106.            | Alberto González Fernández    |     |     |     |     | 20  |     |     |     |     |     |     | 1      |
| 107.            | Iván Medina Herrera           |     |     |     |     |     | 21  | 20  |     |     |     |     | 1      |
| 108.            | José Álvarez Celis            |     | 26  |     |     | 40  | 42  | 35  |     |     | 20  | 42  | 1      |
| No clasificados |                               |     |     |     |     |     |     |     |     |     |     |     |        |
| -               | Gorka Antxustegui             |     |     |     |     |     |     | Ret | 8   | 11  |     | Ret | -      |
| -               | Bryan Bouffier                |     |     |     |     |     |     |     |     | 3   |     |     | -      |
| -               | Marco Bulacia                 |     |     |     |     |     |     | 33  |     |     |     |     | -      |

### Campeonato de marcas
| Pos. | Marca   | Puntos |
| ---- | ------- | ------ |
| 1.   | Hyundai | 557    |
| 2.   | Suzuki  | 448    |
| 3.   | Peugeot | 318    |
| 4.   | Renault | 284    |
| 5.   | Abarth  | 132    |
| 6.   | SEAT    | 109    |

### Trofeo de competidores colectivos
| Pos. | Equipo                       | Puntos |
| ---- | ---------------------------- | ------ |
| 1.   | Hyundai Motor España         | 613    |
| 2.   | Suzuki Motor Ibérica         | 343    |
| 3.   | Blendio                      | 226    |
| 4.   | Escudería Ferrol             | 180    |
| 5.   | Abarth España                | 108    |
| 6.   | Escudería Villa de Llanes    | 103    |
| 7.   | One Seven                    | 74     |
| 8.   | Team Repauto                 | 65     |
| 9.   | Escudería Villa de Cacabelos | 54     |
| 10.  | Auto Laca Competición        | 54     |

### Trofeo de copilotos
| Pos. | Copiloto                   | Puntos |
| ---- | -------------------------- | ------ |
| 1.   | Ignacio Aviñó              | 279    |
| 2.   | José Antonio Pintor        | 263    |
| 3.   | Rogelio Peñate             | 202    |
| 4.   | Jordi Mercader             | 194    |
| 5.   | Cándido Carrera            | 179    |
| 6.   | Adrián Pérez Fernández     | 136    |
| 7.   | Rodrigo Sanjuan de Eusebio | 101    |
| 8.   | Iván Bouza Lage            | 64     |
| 9.   | Ramón Suárez Sánchez       | 60     |
| 10.  | Marc Martí                 | 56     |

### Copa de pilotos vehículos FIA
| Pos. | Piloto                     | Puntos |
| ---- | -------------------------- | ------ |
| 1.   | Miguel Ángel Fuster        | 259    |
| 2.   | Iván Ares                  | 245    |
| 3.   | Surhayen Pernía            | 205    |
| 4.   | José Antonio Suárez        | 170    |
| 5.   | Alberto Monarri            | 145    |
| 6.   | Javier Bouza               | 90     |
| 7.   | Jan Solans                 | 57     |
| 8.   | Fco. Antonio López Pacheco | 57     |
| 9.   | Dani Solà                  | 54     |
| 10.  | Diogo Gago                 | 49     |

### Copa de copilotos vehículos FIA
| Pos. | Copiloto            | Puntos |
| ---- | ------------------- | ------ |
| 1.   | Ignacio Aviñó       | 259    |
| 2.   | José Antonio Pintor | 245    |
| 3.   | Rogelio Peñate      | 205    |
| 4.   | Cándido Carrera     | 170    |
| 5.   | Rodrigo Sanjuan     | 145    |
| 6.   | Iván Bouza          | 90     |
| 7.   | Mauro Barreiro      | 57     |
| 8.   | Marc Martí          | 54     |
| 9.   | Miguel Ramalho      | 49     |
| 10.  | Javier Soto         | 48     |

### Trofeo de pilotos femeninos
| Pos. | Piloto           | Puntos |
| ---- | ---------------- | ------ |
| 1.   | Carolina Espadas | 235    |
| 2.   | Ruth Ortega      | 116    |
| 3.   | Tania Martínez   | 100    |
| 4.   | Emma Falcón      | 35     |
| 5.   | Nabila Tejpar    | 35     |
| 6.   | Anna Tallada     | 60     |
| 7.   | Carla Álvarez    | 27     |
| 8.   | Angélica Camacho | 0      |

### Trofeo de copilotos femeninos
| Pos. | Piloto          | Puntos |
| ---- | --------------- | ------ |
| 1.   | Patricia Lago   | 213    |
| 2.   | Eva costas      | 169    |
| 3.   | Dessire García  | 132    |
| 4.   | Sara Fernández  | 100    |
| 5.   | Cristina Dimas  | 86     |
| 6.   | Mónica Álvarez  | 70     |
| 7.   | Elizabeth Baute | 70     |
| 8.   | Alba Sánchez    | 55     |
| 9.   | Alexandra Kuntz | 55     |
| 10.  | Raquel Ruiz     | 55     |

### Trofeo de pilotos júnior
| Pos. | Piloto              | Puntos |
| ---- | ------------------- | ------ |
| 1.   | Javier Pardo        | 280    |
| 2.   | Iago Gabeiras       | 194    |
| 3.   | Unai de la Dehesa   | 146    |
| 4.   | José Álvarez        | 142    |
| 5.   | Roberto Blach Núñez | 117    |
| 6.   | José Manuel Lamela  | 108    |
| 7.   | Jan Solans          | 100    |
| 8.   | Santiago García Paz | 84     |
| 9.   | Francisco Linares   | 51     |
| 10.  | Anna Tallada        | 34     |

### Trofeo de copilotos júnior
| Pos. | Copiloto            | Puntos |
| ---- | ------------------- | ------ |
| 1.   | Ángel Luis Vela     | 260    |
| 2.   | Dessire García      | 84     |
| 3.   | Gabriel Aboumedelej | 35     |
| 4.   | Raquel Rodríguez    | 35     |
| 5.   | Adrián Varela       | 35     |
| 6.   | Luis Cañanes        | 35     |
| 7.   | Maria Salvo         | 35     |
| 8.   | Alain Peña          | 35     |
| 9.   | Paula Peñalver      | 25     |
| 10.  | Alejandro Morales   | 0      |

### Trofeo de pilotos vehículos GT
| Pos. | Piloto                     | Puntos |
| ---- | -------------------------- | ------ |
| 1.   | Alberto Monarri            | 232    |
| 2.   | Juan José Abia de la Torre | 95     |
| 3.   | Enrique Cruz               | 35     |
| 5.   | José Antonio Aznar         | 35     |
| 5.   | Julián de Jesús Falcón     | 30     |
| 6.   | Miguel Iván Armas          | 0      |
| 7.   | Sebastián Nauzet           | 0      |
| 8.   | Fernando Navarrete         | 0      |

### Trofeo de copilotos vehículos GT
| Pos. | Copiloto                   | Puntos |
| ---- | -------------------------- | ------ |
| 1.   | Rodrigo Sanjuan            | 232    |
| 2.   | David Fernández Maceda     | 60     |
| 3.   | Yeray Mújica               | 35     |
| 4.   | José Alfredo Álvarez       | 35     |
| 5.   | Maria Salvo                | 35     |
| 6.   | Daniel Rosario Rodríguez   | 30     |
| 7.   | José C. Galan de la Fuente | 0      |
| 8.   | Ruperto Ramos              | 0      |
| 9.   | Megan Rivero               | 0      |
| 10.  | Alejandro Noriega          | 0      |

### Trofeo de pilotos vehículos R5
| Pos. | Piloto                     | Puntos |
| ---- | -------------------------- | ------ |
| 1.   | Miguel Ángel Fuster        | 259    |
| 2.   | Iván Ares                  | 245    |
| 3.   | Surhayen Pernía            | 205    |
| 4.   | José Antonio Suárez        | 170    |
| 5.   | Fco. Antonio López Pacheco | 65     |
| 6.   | Dani Solà                  | 54     |
| 7.   | Antonio Juan Ponce Anguita | 42     |
| 8.   | Adrián García Febles       | 42     |
| 9.   | Pepe López                 | 35     |
| 10.  | Bruno Magalhaes            | 30     |

### Trofeo de copilotos vehículos R5
| Pos. | Copiloto            | Puntos |
| ---- | ------------------- | ------ |
| 1.   | Ignacio Aviñó       | 259    |
| 2.   | José Antonio Pintor | 245    |
| 3.   | Rogelio Peñate      | 205    |
| 4.   | Cándido Carrera     | 170    |
| 5.   | Marc Martí          | 54     |
| 6.   | Gabriel Moiset      | 44     |
| 7.   | Rubén González      | 42     |
| 8.   | Borja Hernández     | 35     |
| 9.   | Hugo Malgalhaes     | 30     |
| 10.  | Óscar Soto Lago     | 27     |

### Trofeo de pilotos vehículos R4
| Pos. | Piloto            | Puntos |
| ---- | ----------------- | ------ |
| 1.   | Sin participantes | -      |

### Trofeo de copilotos vehículos R4
| Pos. | Copiloto          | Puntos |
| ---- | ----------------- | ------ |
| 1.   | Sin participantes | -      |

### Trofeo de pilotos vehículos R3
| Pos. | Piloto                       | Puntos |
| ---- | ---------------------------- | ------ |
| 1.   | Javier Bouza                 | 170    |
| 2.   | Daniel Martínez González     | 65     |
| 3.   | Emma Falcón                  | 35     |
| 4.   | Jesús Alberto García Llarena | 35     |
| 5.   | Josep Anton Domenech         | 35     |
| 6.   | Daniel Peña                  | 35     |
| 7.   | José Javier Pérez            | 35     |
| 8.   | José Duran                   | 30     |
| 9.   | David Sánchez                | 30     |
| 10.  | José Antonio Huete           | 30     |

### Trofeo de copilotos vehículos R3
| Pos. | Copiloto                     | Puntos |
| ---- | ---------------------------- | ------ |
| 1.   | Iván Bouza                   | 170    |
| 2.   | Javier Soto Alonso           | 65     |
| 3.   | Eduardo González Delgado     | 35     |
| 4.   | Agustín Domínguez Linares    | 35     |
| 5.   | Manuel Marchal Navarrete     | 35     |
| 6.   | Raúl Pérez Edilla            | 35     |
| 7.   | Alberto Espino García-Moreno | 35     |
| 8.   | Rafael García López          | 30     |
| 9.   | Juan Monzón Cruz             | 30     |
| 10.  | Elena Calero Morales         | 30     |

### Trofeo de pilotos vehículos R2
| Pos. | Piloto                    | Puntos |
| ---- | ------------------------- | ------ |
| 1.   | Félix Fernández Sevilla   | 117    |
| 2.   | Jan Solans                | 105    |
| 3.   | Roberto Blach Núñez       | 100    |
| 4.   | Diogo Gago                | 90     |
| 5.   | Tania Martínez            | 79     |
| 6.   | Josep Bassas Mas          | 78     |
| 7.   | Santiago García Paz       | 67     |
| 8.   | Óscar Gil Gambero         | 60     |
| 9.   | José María González Reyes | 57     |
| 10.  | Álvaro Pérez Abeijón      | 46     |

### Trofeo de copilotos vehículos R2
| Pos. | Copiloto                  | Puntos |
| ---- | ------------------------- | ------ |
| 1.   | Mauro Barreiro            | 105    |
| 2.   | Ricardo Javier Brión      | 98     |
| 3.   | Miguel Ramalho            | 90     |
| 4.   | José Murado               | 73     |
| 5.   | Néstor Casal              | 67     |
| 6.   | Manuel Causse del Río     | 60     |
| 7.   | Alba Alén                 | 52     |
| 8.   | Brais Mirón Carnes        | 46     |
| 9.   | Julio Rodríguez Francisco | 42     |
| 10.  | David Rivero Suárez       | 35     |

### Trofeo pilotos vehículos R1
| Pos. | Piloto                   | Puntos |
| ---- | ------------------------ | ------ |
| 1.   | José Luis Aparicio Mella | 35     |

### Trofeo copilotos vehículos R1
| Pos. | Copiloto              | Puntos |
| ---- | --------------------- | ------ |
| 1.   | Alfonso Casado García | 35     |

### Trofeo pilotos grupo N
| Pos. | Piloto                     | Puntos |
| ---- | -------------------------- | ------ |
| 1.   | Sergio Pazos Méndez        | 95     |
| 2.   | Óscar Gallego Gómez        | 35     |
| 3.   | Diego Félix Gonález        | 35     |
| 4.   | José Llinares Pérez        | 35     |
| 5.   | Rubén Curbelo              | 35     |
| 6.   | Ricardo Manuel Sousa       | 35     |
| 7.   | Manuel Rodríguez Fonticoba | 35     |
| 8.   | Alberto González Fernández | 30     |
| 9.   | Manuel Macias Arribi       | 30     |
| 10.  | Juan Carlos Checa González | 27     |

### Trofeo copilotos grupo N
| Pos. | Copiloto                   | Puntos |
| ---- | -------------------------- | ------ |
| 1.   | Marcos Martínez Pérez      | 95     |
| 2.   | José Ángel Fente Gómez     | 35     |
| 3.   | Javier Menor López         | 35     |
| 4.   | Samuel Vega González       | 35     |
| 5.   | Rui Daniel Cruz Carvallo   | 35     |
| 6.   | José Alberto Fontao Cendan | 35     |
| 7.   | Jesús Calvo Bajo           | 30     |
| 8.   | María Fátima Macias Yáñez  | 30     |
| 9.   | Manuel María Gismero       | 30     |
| 10.  | José Luis Barcia Pino      | 27     |

### Trofeo pilotos grupo N2
| Pos. | Piloto                        | Puntos |
| ---- | ----------------------------- | ------ |
| 1.   | Joaquín Rasilla de la Barrera | 35     |
| 2.   | Samuel Talavera Rodríguez     | 35     |
| 3.   | Pedro Pérez Gonzaléz          | 35     |
| 4.   | Ignacio Cayuela Castillejo    | 0      |

### Trofeo copilotos grupo N2
| Pos. | Copiloto                    | Puntos |
| ---- | --------------------------- | ------ |
| 1.   | Borja Rasilla Corral        | 35     |
| 2.   | Javier Santana Benítez      | 35     |
| 3.   | Jairo Avelino García Chinea | 35     |
| 4.   | Javier Zamora Monreal       | 0      |

### Trofeo pilotos grupo N3
| Pos. | Piloto             | Puntos |
| ---- | ------------------ | ------ |
| 1.   | Fernando Rico      | 197    |
| 2.   | Daniel Berdomás    | 187    |
| 3.   | Luis Arenas        | 179    |
| 4.   | Alfredo Tamés      | 145    |
| 5.   | Juan Carlos Castro | 136    |
| 6.   | Iago Gabeiras      | 122    |
| 7.   | Sergio Cuesta      | 85     |
| 8.   | José Álvarez       | 73     |
| 9.   | José Manuel Lamela | 72     |
| 10.  | Iñaki Barredo      | 72     |

### Trofeo copilotos grupo N3
| Pos. | Copiloto                    | Puntos |
| ---- | --------------------------- | ------ |
| 1.   | Patricia Lago               | 189    |
| 2.   | Ángel Luis Vela             | 183    |
| 3.   | Ramón Suárez                | 150    |
| 4.   | David Rivero                | 145    |
| 5.   | Mario González Tomé         | 111    |
| 6.   | José Antonio Vázquez Barran | 85     |
| 7.   | Dessiré García García       | 79     |
| 8.   | Daniel Pérez Torres         | 74     |
| 9.   | Alejandro Cid Álvarez       | 71     |
| 10.  | Juan Antonio Dertiano       | 70     |

### Trofeo pilotos grupo N5
| Pos. | Piloto                        | Puntos |
| ---- | ----------------------------- | ------ |
| 1.   | Joan Vinyes                   | 275    |
| 2.   | Javier Pardo Siota            | 246    |
| 3.   | Francisco Cima                | 83     |
| 4.   | Efrén Llarena                 | 60     |
| 5.   | Ángel Paniceres               | 55     |
| 6.   | Ignacio J. García de los Rios | 27     |
| 7.   | Pablo Rey                     | 27     |
| 8.   | Roberto Rozada Castañón       | 27     |
| 9.   | José Luis García Molina       | 27     |
| 10.  | Adrián Díaz Pérez             | 27     |

### Trofeo copilotos grupo N5
| Pos. | Copiloto                    | Puntos |
| ---- | --------------------------- | ------ |
| 1.   | Jordi Mercader              | 275    |
| 2.   | Adrián Pérez Fernández      | 246    |
| 3.   | Sara Fernández Palazuelos   | 60     |
| 4.   | Fco. Javier Álvarez Machado | 55     |
| 5.   | Diego Sanjuan de Eusebio    | 30     |
| 6.   | Dani Cué                    | 30     |
| 7.   | David Ramírez Sánchez       | 27     |
| 8.   | Luis Hernández              | 27     |
| 9.   | Adrián Varela Villamor      | 27     |
| 10.  | Javier Moreno Blázquez      | 27     |

### Trofeo pilotos grupo 2RM
| Pos. | Piloto                    | Puntos |
| ---- | ------------------------- | ------ |
| 1.   | Alberto Monarri           | 206    |
| 2.   | Daniel Berdomás           | 152    |
| 3.   | Fernando Rico             | 142    |
| 4.   | Alfredo Tamés             | 117    |
| 5.   | Javier Bouza              | 100    |
| 6.   | Juan Carlos Castro Maroño | 97     |
| 7.   | Jan Solans                | 92     |
| 8.   | Roberto Blach Núñez       | 91     |
| 9.   | Luis Arenas               | 87     |
| 10.  | Diogo Gago                | 76     |

### Trofeo copilotos grupo 2RM
| Pos. | Copiloto                   | Puntos |
| ---- | -------------------------- | ------ |
| 1.   | Rodrigo Sanjuan de Eusebio | 206    |
| 2.   | Ramón Suárez Sánchez       | 134    |
| 3.   | Patricia Lago Fernández    | 126    |
| 4.   | Iván Bouza                 | 117    |
| 5.   | David Rivero               | 110    |
| 6.   | Mauro Barreiro             | 97     |
| 7.   | José Antonio Vázquez       | 92     |
| 8.   | Ángel Luis Vela            | 91     |
| 9.   | Miguel Ramalho             | 87     |
| 10.  | Mario González Tomé        | 81     |

### Copa Dacia Sandero
| Pos. | Piloto                     | Puntos |
| ---- | -------------------------- | ------ |
| 1.   | José Álvarez Celis         | 124,1  |
| 2.   | Iñaki Barredo              | 106,7  |
| 3.   | José Sánchez Plaza         | 93,1   |
| 4.   | Adrián Barrio Pintor       | 81,9   |
| 5.   | Francisco Llinares Llorens | 78,9   |
| 6.   | José Frade                 | 73     |
| 7.   | Ruth Ortega Macías         | 61,7   |
| 8.   | Eugenio Gómez Galán        | 45,2   |
| 9.   | Anna Tallada               | 31,1   |
| 10.  | Daniel Carballo Enríquez   | 31     |

### Copa Suzuki Swift
| Pos. | Piloto                    | Puntos |
| ---- | ------------------------- | ------ |
| 1.   | Daniel Berdomás           | 101    |
| 2.   | Alfredo Tamés             | 84     |
| 3.   | José Fernando Rico        | 75     |
| 4.   | Iago Gabeiras             | 55     |
| 5.   | Juan Carlos Castro Maroño | 54     |
| 6.   | Luis Arenas               | 38     |
| 7.   | José Manuel Lamela Lojo   | 32     |
| 8.   | Sergio Cuesta             | 26     |
| 9.   | David Quijada             | 23     |
| 10.  | Unai de la Dehesa         | 20     |

### Clio R3T Iberia Trophy
| Pos. | Piloto              | Puntos |
| ---- | ------------------- | ------ |
| 1.   | Javier Bouza Díaz   | 25     |
| 2.   | José Durán Tundidor | 22     |
| 3.   | Gil Antunes         |        |

### Beca Júnior R2 RFEdA
| Pos. | Piloto                    | Puntos |
| ---- | ------------------------- | ------ |
| 1.   | Jan Solans                | 139    |
| 2.   | Josep Bassas Mas          | 93     |
| 3.   | Roberto Blach Núñez       | 60     |
| 4.   | Álvaro Pérez Abeijón      | 52     |
| 5.   | Sergi Francolí            | 50     |
| 6.   | José María Reyes González | 50     |
| 7.   | Julio Martínez Cazorla    | 47     |

### Copa N5 RMC
| Pos. | Piloto             | Puntos |
| ---- | ------------------ | ------ |
| 1.   | Efrén Llarena      | 96     |
| 2.   | Francisco Cima     | 60     |
| 3.   | Mariano Parés      | 30     |
| 4.   | Adrián Diáz        | 22     |
| 5.   | Roberto Rozada     | 18     |
| 6.   | J. L. García       | 17     |
| 7.   | Juan Carlos Aguado | 10     |
| 8.   | Jovino José García | 8      |
| 9.   | Celestino Iglesias | 8      |
| 10.  | Gerardo González   | 2      |